# Cordon bleu
 (septembre 2016).
Si vous disposez d'ouvrages ou d'articles de référence ou si vous connaissez des sites web de qualité traitant du thème abordé ici, merci de compléter l'article en donnant les références utiles à sa vérifiabilité et en les liant à la section « Notes et références ».
Pour les articles homonymes, voir Cordon bleu (homonymie).
« Cordon bleu » était, sous l’Ancien Régime, le surnom donné aux chevaliers de l’ordre du Saint-Esprit. Il désigne aujourd’hui un grand chef cuisinier.

## Ordre du Saint-Esprit
L'ordre du Saint-Esprit était la plus illustre des décorations de la monarchie française. Il fut fondé en 1578 par Henri III pendant les guerres de Religion afin de regrouper les principaux chefs du parti catholique contre les protestants. Les chevaliers de cet ordre portaient comme insigne une croix de Malte suspendue à un large ruban de couleur moirée bleu ciel.
Aboli à la Révolution française, le cordon bleu constitua pendant deux siècles la distinction suprême dans l'aristocratie française, à l'image des plus hauts grades de l'actuelle Légion d’honneur. 
La locution pouvait donc s'appliquer par métaphore à tout ce qui est d'une rare élévation. Ainsi, le poète du XVIIe siècle Jean Regnault de Segrais, qui souhaitait se faire admettre à l'Académie française, déclare que cette assemblée était « le cordon bleu des beaux esprits » : il est élu.

## Cuisinière ou cuisinier émérite
Appliquée à la cuisine, l’expression apparaît en 1814. Elle pourrait avoir pour origine l'habitude prise, au début du XVIIe siècle, par plusieurs hauts personnages, tels Gilles de Courtenvaux ou Gilbert de La Trémoille, tous porteurs du ruban bleu de l'ordre du Saint-Esprit, de se réunir régulièrement autour d'un succulent déjeuner. La renommée de ces repas fut telle qu'on employa l'expression « Faire des festins de cordons bleus ». Le qualificatif passa ensuite des organisateurs aux réalisateurs, pour s'appliquer aux cuisiniers eux-mêmes.

## L’école

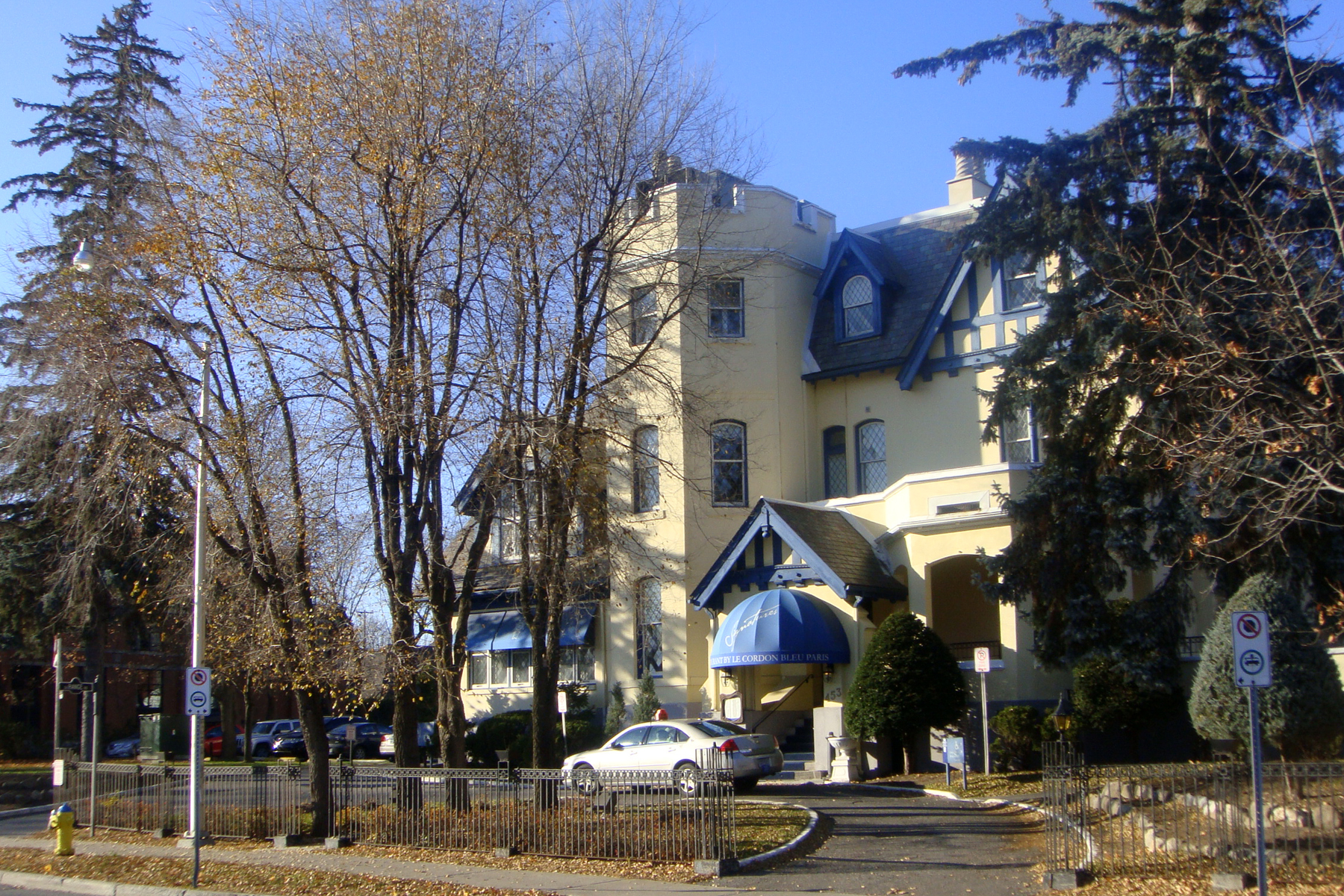
L’académie d’art culinaire Le Cordon Bleu, Ottawa, Canada.

En 1895, la journaliste Marthe Distel publie le premier journal de cuisine La Cuisinière Cordon Bleu. Au vu du succès du journal, elle se lance dans des démonstrations culinaires, et fonde avec le cuisinier Henri-Paul Pellaprat l’école du Cordon Bleu en 1896.
Après la Seconde Guerre mondiale, Madame Brassart donne à l’école l’élan que poursuivent encore aujourd’hui ses successeurs. En donnant une remarquable dimension internationale à l’école (ce qui dénote à l’époque une vision exceptionnelle).
Depuis, des nationalités du monde entier ont défilé à Paris. Des écoles Le Cordon Bleu ont été créées à travers le monde afin de répandre la culture et l’art de vivre à la française. Avec vingt-sept écoles à travers le monde, Le Cordon Bleu est reconnu comme une des meilleures formations culinaires.
L’académie d’art culinaire publie maintenant aussi des livres traduits dans plus de vingt langues et dispose de restaurants vitrines comme au Canada ou au Mexique.